# La carícia d'un ocell
La carícia d'un ocell és una escultura realitzada per Joan Miró el 1967 al seu taller de Palma i que actualment forma part de la col·lecció permanent de la Fundació Joan Miró de Barcelona.

## Història
Joan Teixidor veu l'origen d'aquesta escultura a principis dels objectes-escultures que l'artista va fer a Mont-Roig del Camp amb objectes trobats. "Els objectes trobats es van anar reunint al taller, d'on apareixerà aquest nou món de formes. Ja he dit que els objectes, en primer lloc, es van col·locar en el lloc adequat. Però una vegada que l'execució s'inicia una programació, un conjunt de rigoroses en relació amb les intuïcions de l'artista. Les carabasses es va unir a entre elles, i juntes formen el cos d'una dona (…) que pot afegir una estufa que servirà com a cap, un fragment d'un ocell de fang la figura (…) i així successivament amb totes aquestes coses que són diferents(…).
Durant els anys de guerra, separat del món de l'art, de galeries, museus i d'exposicions, Miró es troba sol amb la terra ancestral i el paisatge familiar. Extreu les formes naturals i els elements d'un nou llenguatge. Joan Prats va dir: "Quan agafo una pedra, és només una pedra. Quan Miró agafa una pedra, es tracta d'un Miró".

## Descripció
En aquestes escultures de Joan Miró és fàcil d'identificar els objectes originals que van servir de base.
Per carícia d'un ocell són: una fórmula de topall, un ocell a terra, un tros de fusta perforada, taula de planxar i una closca de tortuga. Això és el que Jacques Dupin diu un "conjunt de l'escultura", segons el mètode ja descrit per Joan Teixidor. Per a Miró l'escultura consisteix en l'emissió del primer objecte trobat, la seva inventiva mà condueix a una forma que es converteix en una altra, sense deixar de ser la forma original. El bronze unifica el material, un color que es necessita.
Es tracta d'una de les obres no monumentals de Joan Miró de més estatura.